# Pascal Lecocq
Pascal Lecocq (né le 4 juin 1958) est un peintre et scénographe français, surnommé le Peintre du Bleu, mettant en scène dans ses toiles bleues des personnages, des plongeurs, des chevaux, des allégories, des architectures, Venise et des ruines anciennes, entre hyperréalisme et surréalisme, mêlant narration et humour. Il est l’auteur d’une image emblématique du monde de la plongée sous-marine: Corrida (1993).

## Biographie
Pascal Lecocq est né à  Fontainebleau, France, le 4 juin 1958. Pascal, alors au lycée, suit les cours de dessin de l’École Comairas  de la  Fondation Taylor, à Fontainebleau, de 1973 à 1977; il est l’élève de Mme Yvonne Bouisset-Mignon, fille du peintre Abel Mignon (1861-1936) qui étudia avec Jean-Léon Gérôme ; épouse du peintre Jacques Bouisset (1888-1977), le fils de Firmin Bouisset (1859-1925), auteur de la fameuse affiche Chocolat Menier. Sa première exposition personnelle a eu lieu à  Fontainebleau en janvier 1977. Il a obtenu un  Doctorat en Arts plastiques à l’université de Paris VIII en 1985 sous la direction du Professeur Frank Popper. Pascal Lecocq s’installe en Normandie en 1982, et ouvre sa propre galerie à Honfleur (1989-2000); à la suite de sa première exposition aux États-Unis, au DEMA.en 1998, il est invité à exposer en permanence aux États-Unis où il s’installe en 2003.

## Scénographie
La thèse de doctorat de Pascal Lecocq est une réflexion philosophique sur les correspondances des arts, particulièrement dans les décors à l’opéra, qui étudie historiquement et techniquement la Wandeldekoration, spectaculaire changement à vue dans Parsifal de Richard Wagner, de 1882 à 1982. À partir de là, il a travaillé comme assistant-metteur en scène, décorateur et créateur de costumes dans différents opéras en France (de 1985 à 1996: Lohengrin, Der Ring, Parsifal, Tosca, Traviata et en 2016 à l’opéra de Nice pour La Flûte Enchantée mise en scène par Numa Sadoul). Il a également mis en scène Der Freischütz de Carl Maria von Weber à l’Opéra Royal de Wallonie à Liège, Belgique, en 1991.

## Peintures sous-marines
En travaillant sur Le Vaisseau Fantôme, opéra de Richard Wagner, au Théâtre d’Angers, France, en 1986, il a eu l’idée de sa première peinture mettant en scène des plongeurs. En 1993, il réalise la  Corrida, inspirée par son travail sur Carmen de Bizet et son célèbre toréador, tableau qui l’introduit dans le milieu des plongeurs et qui devient une icône du monde de la plongée sous-marine.

Son œuvre, des peintures à l’huile selon la technique traditionnelle des Jan Van Eyck, Vermeer, et Salvador Dali, a été présentée internationalement dans plus de 300 expositions personnelles et dans de nombreux ouvrages sur Parsifal, Arnold Böcklin, le romantisme, Marcel Proust, les chevaux et lors de l’Exposition Universelle de Lisbonne. Une vingtaine de magazines (en Chine, Israël, Russie, Singapore…), ont publié des portfolios et des couvertures avec ses peintures. L’exposition Shark !   au Museum of Art Fort Lauderdale, Floride (de mai 2012 à janvier 2013), sous la direction de Richard Ellis (biologiste), curateur, présentait deux œuvres de Pascal Lecocq, dont la Corrida,.

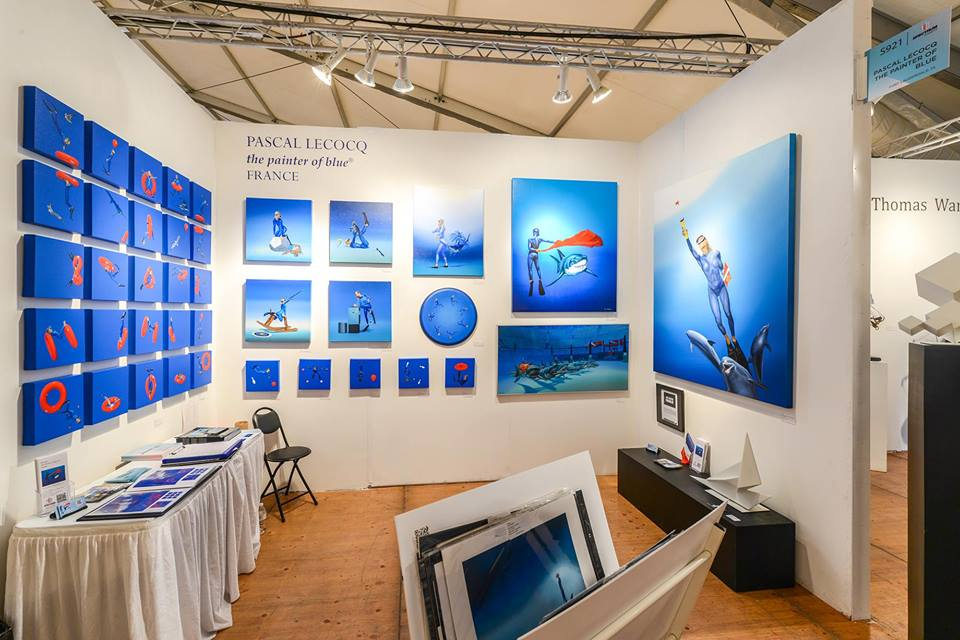
Pascal Lecocq à ArtBasel Miami 2015, Spectrum show.

Pascal Lecocq est membre de l’Ocean Artists Society (depuis 2003), un contributeur de nombreuses organisations environnementales, un défenseur actif de la cause des requins, de l’éducation par les arts, faisant de multiples interventions et ateliers avec les enfants.
Depuis 2016, la publication internationale Ocean Geographic (basée à Sydney) décerne les "Ocean Geographic Pictures Of The Year Awards", nommés en l'honneur de et jugés par certains des créateurs d'images les plus célèbres du monde sous-marin, dont le "Creative Vision - the Dr Pascal Lecocq Award for Outstanding Achievement". Pascal est également un récipiendaire de prix mondiaux.
Il est l’auteur d’une centaine d’articles et de conférences sur la peinture, la technique des anciens maîtres, l’anatomie artistique, la scénographie.  Il a contribué à l’exposition Hommage à L’Ile des morts de Arnold Böcklin (2001-2002), au Musée Bossuet de Meaux, France, en tant que peintre et aussi auteur du site web consacré  à L'Île des morts (Böcklin).